# لاغوس (البرتغال)
لاغوس هي مدينة من مدن البرتغال. يبلغ عدد سكانها 31,049 نسمة وذلك حسب إحصائيات سنة 2011.

## المناخ
يظهر الجدول التالي التغييرات المناخية على مدار السنة للاغوس:
| البيانات المناخية لـلاغوس         | البيانات المناخية لـلاغوس | البيانات المناخية لـلاغوس | البيانات المناخية لـلاغوس | البيانات المناخية لـلاغوس | البيانات المناخية لـلاغوس | البيانات المناخية لـلاغوس | البيانات المناخية لـلاغوس | البيانات المناخية لـلاغوس | البيانات المناخية لـلاغوس | البيانات المناخية لـلاغوس | البيانات المناخية لـلاغوس | البيانات المناخية لـلاغوس | البيانات المناخية لـلاغوس |
| الشهر                             | يناير                     | فبراير                    | مارس                      | أبريل                     | مايو                      | يونيو                     | يوليو                     | أغسطس                     | سبتمبر                    | أكتوبر                    | نوفمبر                    | ديسمبر                    | المعدل السنوي             |
| --------------------------------- | ------------------------- | ------------------------- | ------------------------- | ------------------------- | ------------------------- | ------------------------- | ------------------------- | ------------------------- | ------------------------- | ------------------------- | ------------------------- | ------------------------- | ------------------------- |
| متوسط درجة الحرارة الكبرى °م (°ف) | 15 (59)                   | 16 (61)                   | 18 (64)                   | 20 (68)                   | 22 (72)                   | 25 (77)                   | 28 (82)                   | 28 (82)                   | 26 (79)                   | 22 (72)                   | 19 (66)                   | 16 (61)                   | 21 (70)                   |
| المتوسط اليومي °م (°ف)            | 11 (52)                   | 13 (55)                   | 15 (59)                   | 17 (63)                   | 18 (64)                   | 22 (72)                   | 24 (75)                   | 24 (75)                   | 23 (73)                   | 19 (66)                   | 16 (61)                   | 13 (55)                   | 18 (64)                   |
| متوسط درجة الحرارة الصغرى °م (°ف) | 6 (43)                    | 10 (50)                   | 11 (52)                   | 13 (55)                   | 14 (57)                   | 18 (64)                   | 20 (68)                   | 20 (68)                   | 19 (66)                   | 16 (61)                   | 13 (55)                   | 10 (50)                   | 14 (57)                   |
| الهطول مم (إنش)                   | 100 (3.9)                 | 77 (3.0)                  | 57 (2.2)                  | 45 (1.8)                  | 30 (1.2)                  | 16 (0.6)                  | 2 (0.1)                   | 2 (0.1)                   | 16 (0.6)                  | 58 (2.3)                  | 90 (3.5)                  | 102 (4.0)                 | 595 (23.3)                |
| ساعات سطوع الشمس الشهرية          | 124                       | 168                       | 217                       | 210                       | 310                       | 270                       | 341                       | 310                       | 270                       | 279                       | 150                       | 124                       | 2٬773                     |
| المصدر:                           |                           |                           |                           |                           |                           |                           |                           |                           |                           |                           |                           |                           |                           |

## توأمة
للاغوس (البرتغال) اتفاقيات توأمة مع كل من:
- ريبيرا غراندي
- Óbidos, Portugal [الإنجليزية]‏
- توريس فيدراس

## أعلام
- باولو جالفاو
- مانويل بيريرا دي سامبايو
- ديغو فيانا
- يواكيم خوسيه ماتشادو
- دييغو أمادو
- ليه غراي